# Skały magmowe Śląska Cieszyńskiego i Moraw

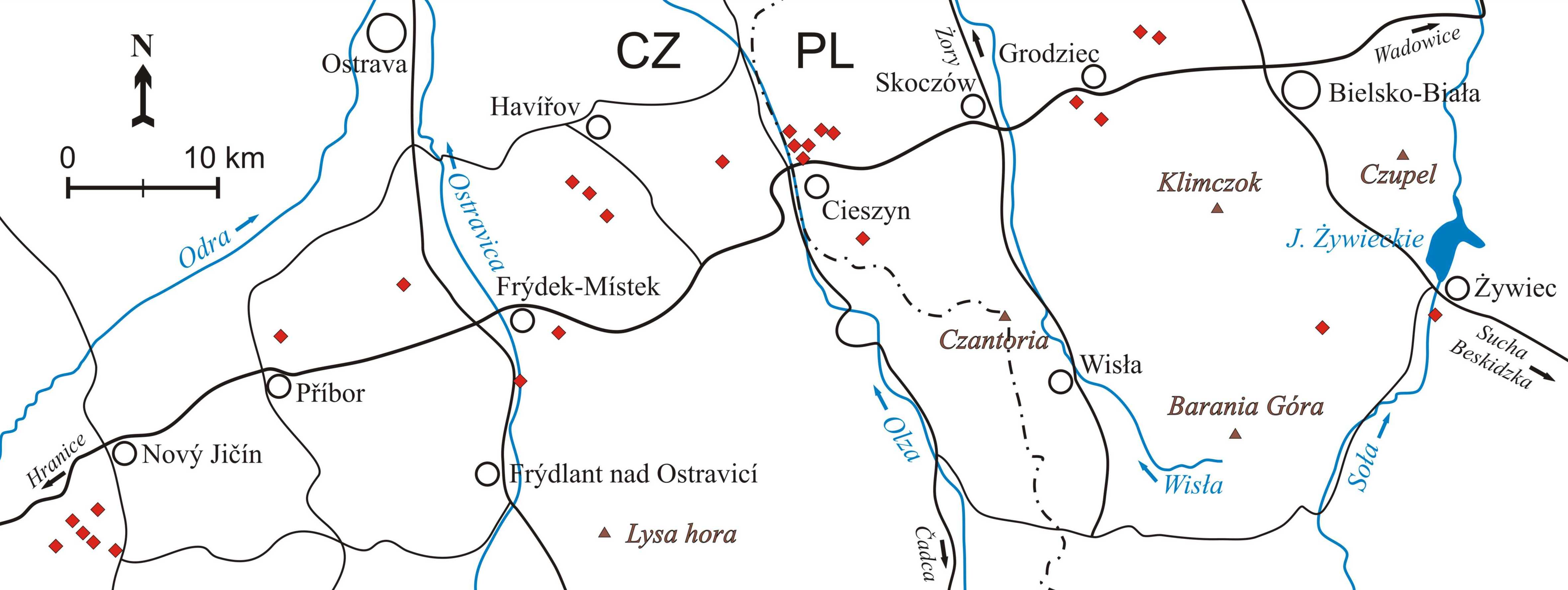
Położenie najważniejszych odsłonięć skał magmowych (tzw. skał cieszynitowych) na terenie Śląska Cieszyńskiego i Moraw

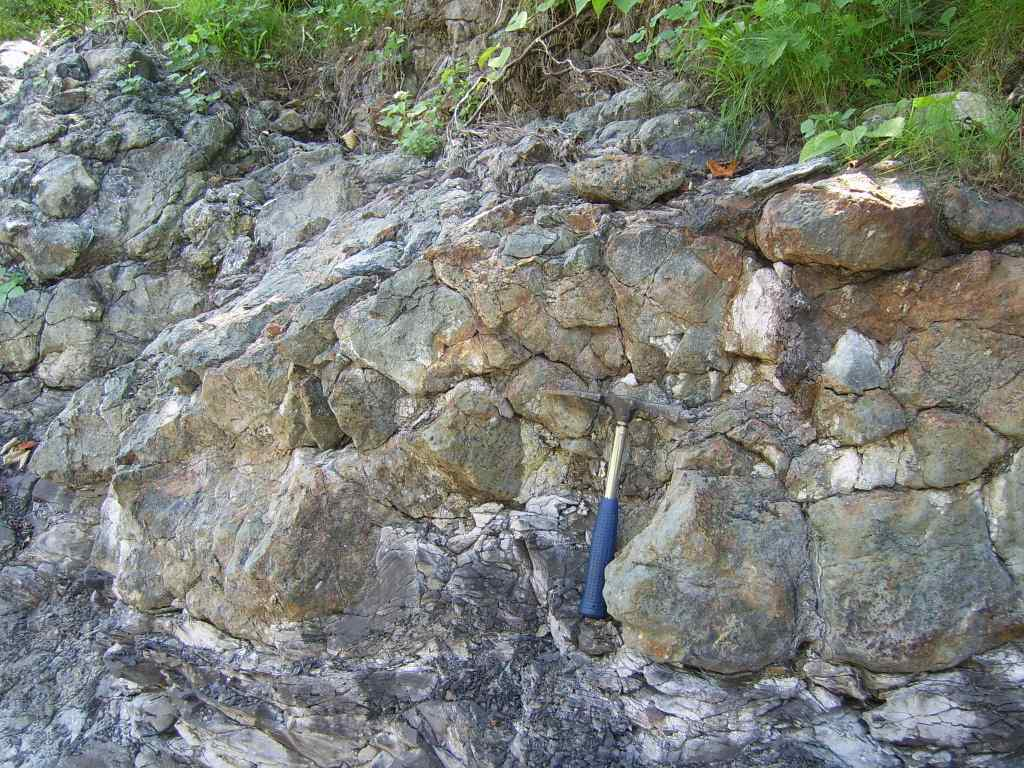
Lawy poduszkowe na lewym brzegu rzeki Ostravice, w pobliżu miejscowości Baška, Czechy

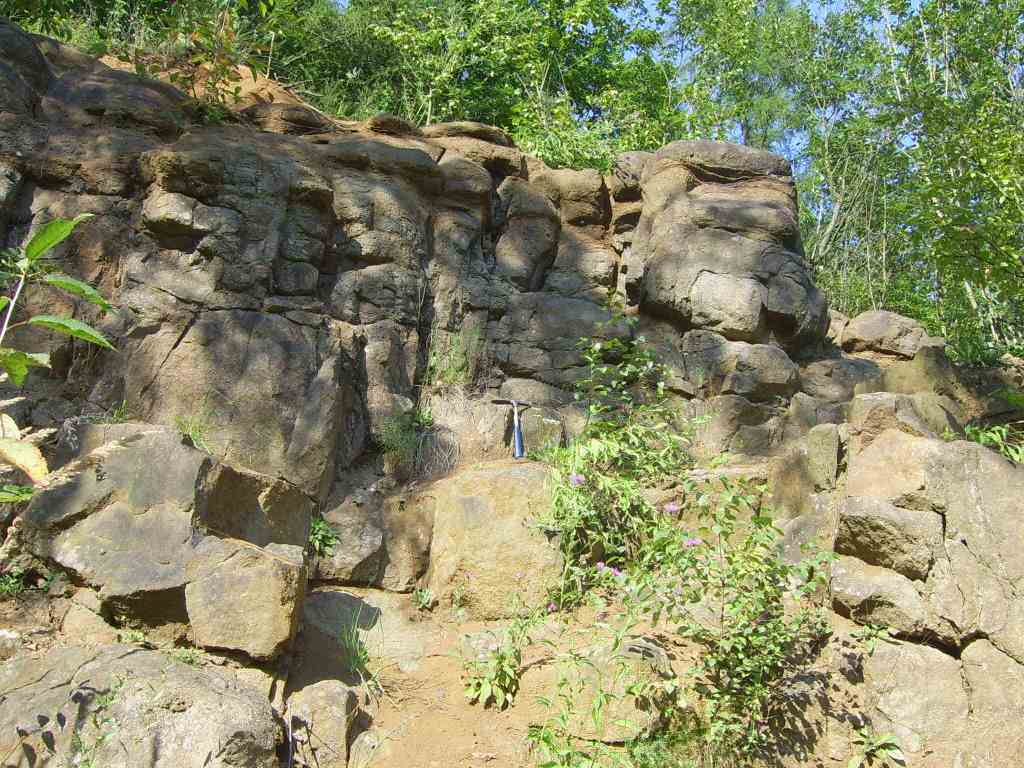
Pomnik Przyrody Žermanický lom, dawny kamieniołom diabazu, Czechy

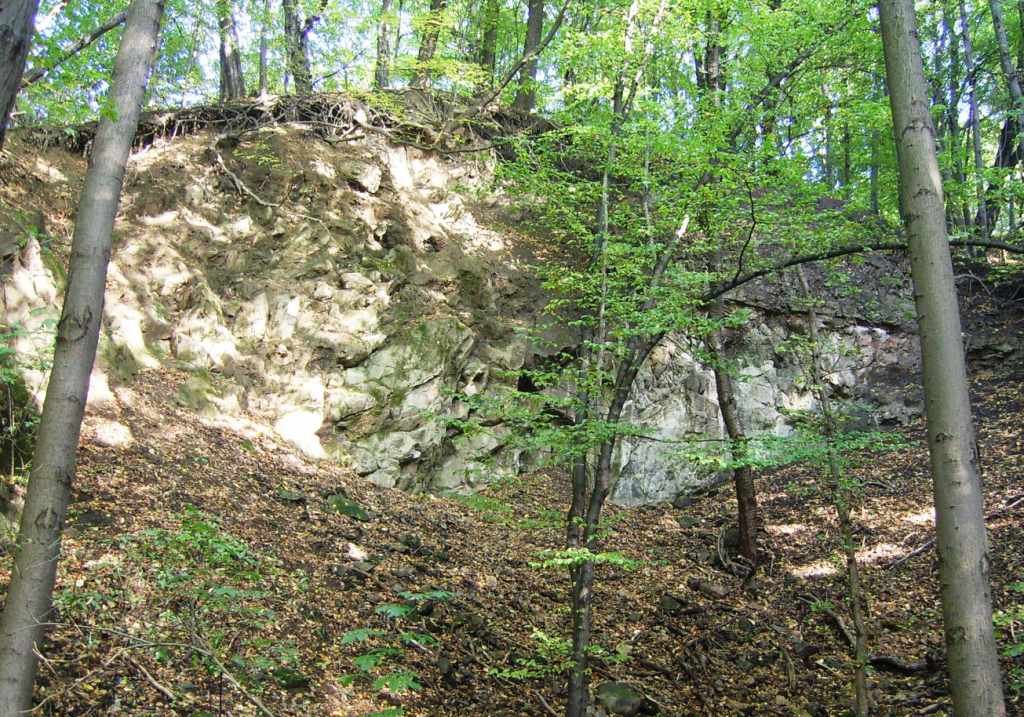
Dawny kamieniołom cieszynitu i pikrocieszynitu w Cieszynie (ul. Majowa)

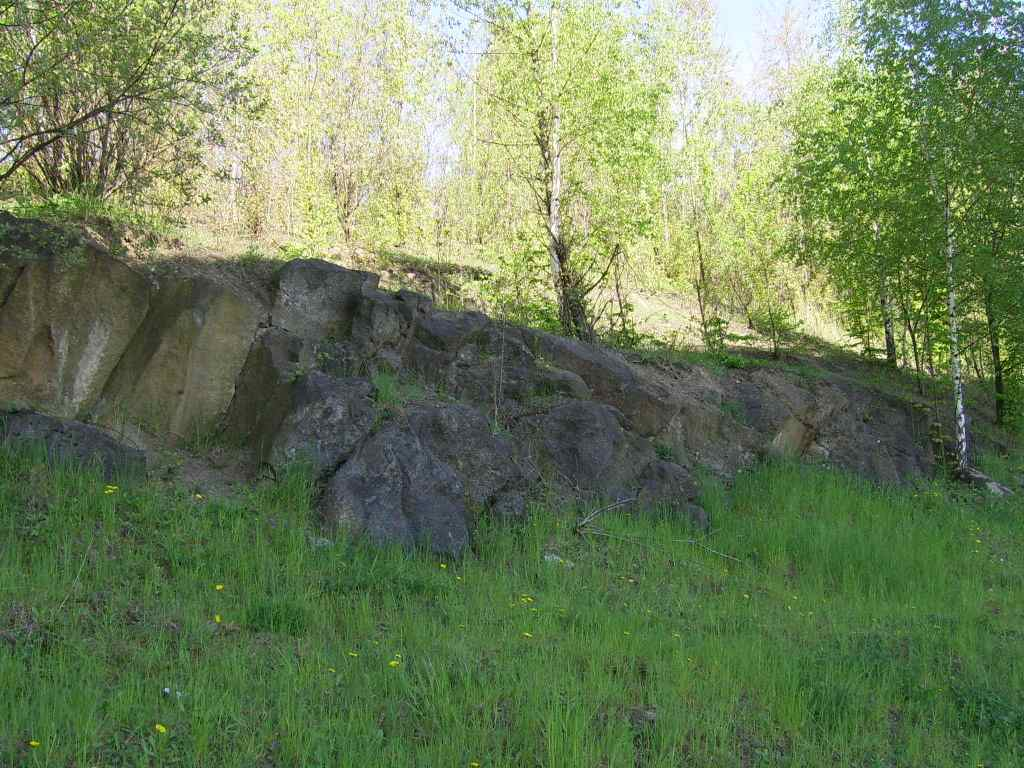
Stanowisko dokumentacyjne w Cieszynie (ul. Kręta), odsłonięcie cieszynitu

Skały magmowe Śląska Cieszyńskiego i Moraw – izolowane wychodnie skał magmowych w obrębie osadów fliszowych, występujące w pasie o przebiegu NE–SW, długości ok. 100 km i szerokości 15-25 km, od Hranic na zachodzie po Bielsko-Białą na wschodzie (według regionalizacji fizycznogeograficznej Karpat: Pogórze Morawsko-Śląskie (czes. Podbeskydská pahorkatina) w Czechach i Pogórze Śląskie w Polsce). Poza tym obszarem skały magmowe odsłaniają się sporadycznie w Kotlinie Żywieckiej, co związane jest z obecnością w tym rejonie okna tektonicznego.
Obszar występowania skał magmowych wieku dolnokredowego w granicach Śląska Cieszyńskiego i Moraw jest różnie nazywany w literaturze naukowej, m.in.: podbeskidzka prowincja magmowa, morawsko-śląski obszar wulkaniczny, asocjacja cieszynitowo – pikrytowa czy cieszyńska prowincja magmowa.
Obecnie skały magmowe tego regionu nazywa się tradycyjnie „skałami cieszynitowymi”. Termin ten, stanowiący wygodne uproszczenie, dotyczy szerokiej gamy skał o różnym składzie mineralnym, strukturze i teksturze. Skały te zostały odkryte w drugiej połowie XIX w. przez  Ludwika Hoheneggera. Nazwę „cieszynit” nadał on wszystkim skałom magmowym występującym w obrębie fliszu karpackiego na terenie Śląska Cieszyńskiego i Moraw. Dziś wiadomo, że oprócz cieszynitów i ich odmian występują tu również pikryty, monchikity i diabazy. Wspomnianym skałom magmowym mogą sporadycznie towarzyszyć także skały piroklastyczne w postaci drobnych warstewek tufów.

## Występowanie na tle budowy geologicznej regionu
Wystąpienia skał cieszynitowych są charakterystyczne wyłącznie dla zachodniej części płaszczowiny śląskiej, gdzie towarzyszą najstarszym osadom całych Karpat fliszowych, które tradycyjnie nazywa się warstwami cieszyńskimi (głównie łupki, margle i wapienie). 
W literaturze polskiej, zachodnią część płaszczowiny śląskiej pomiędzy Olzą i Skawą dzieli się na dwie podrzędne jednostki: niższą płaszczowinę cieszyńską i wyższą – godulską. Skały cieszynitowe występują wyłącznie w obrębie płaszczowiny cieszyńskiej i zostały sfałdowane wraz z jej osadami na przełomie paleogenu i neogenu.

## Geneza i formy występowania skał cieszynitowych
Geneza skał cieszynitowych ma ścisły związek z rozwojem basenu fliszowego, w którym tworzyły się najstarsze osady płaszczowiny śląskiej (tzw. basen protośląski). Wystąpienia skał cieszynitowych zlokalizowane są w strefie niemal równoległej do jego osi. Magma, której źródło stanowił przetapiany materiał górnego płaszcza Ziemi, wydobywała się z wnętrza Ziemi wykorzystując głęboko umiejscowione uskoki, które aktywne były w trakcie formowania się basenu protośląskiego we wczesnej kredzie.
Na przeważającym obszarze magma nie przedarła się na powierzchnię, którą stanowiło dno basenu i zastygła w postaci intruzji zgodnych (sille). Czasem jednak magma przedarła się przez osady i wylała na dno basenu – produkty wulkanizmu podmorskiego, m.in. lawy poduszkowe i fragmenty pokryw lawowych dobrze zachowały się na terenie Czech. Skały cieszynitowe obserwowane w odsłonięciach wykazują znaczny stopień zwietrzenia. Skały zupełnie świeże spotykane są sporadycznie.

## Wykorzystanie
Skały cieszynitowe wydobywane były w licznych kamieniołomach i służyły jako surowiec do budowy dróg i produkcji zaprawy murarskiej. Polskie kamieniołomy w XIX w. uznawane były za jedne z największych na Śląsku Cieszyńskim. W epoce brązu i żelaza pokruszone skały cieszynitowe wykorzystywano natomiast jako domieszkę do gliny przy produkcji ceramiki.

## Ochrona prawna
Skały cieszynitowe to jedne z nielicznych skał magmowych występujących w Karpatach fliszowych dlatego też mają duże znaczenie dla zachowanie georóżnorodności. Ich wychodnie są niezwykle cennymi oraz interesującymi geostanowiskami o wartościach dydaktycznych i naukowych. W Polsce ochronie prawnej podlegają:
- stanowisko dokumentacyjne z 2002 r., znajdujące się w Cieszynie, w pobliżu ul. Krętej (sill; odkrywka cieszynitu o dł. ok. 20 m);
- pomnik przyrody na górze Goruszka w Grodźcu (dawny kamieniołom; intruzje monchikitu; obiekt zdewastowany).

Chronione obiekty w Czechach:
- Pomnik Przyrody (přírodní památka) Pikrytové mandlovce u Kojetína (dawny kamieniołom; pikryt);
- Pomnik Przyrody Polštářove lávy ve Straníku (lawy poduszkowe; diabaz i pikryt diabazowy);
- Pomnik Przyrody Profil Morávky;
- Pomnik Przyrody Žermanický lom  (fragment potoku lawowego; dawny kamieniołom; diabaz).